# حشرة حشرية

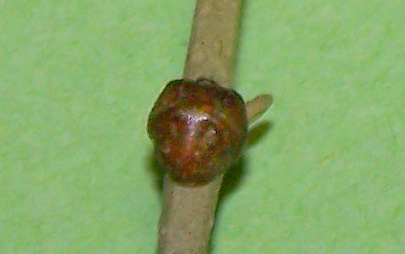
حشرة حشرية

الحشرة الحشرية هي نوع من أنواع الحشرات المفترسة أو طفيليات أو حشرات طفيليات تتطور على حساب الحشرات الأخرى.
هناك عدة آلاف من الأنواع من الحشرات الحشرية ينتمون إلى 24 أسرة موزعة على 15 مختلفة أوامر . جميع مراحل تطور حشرة ، بيضة ، يرقة ، حورية ، بالغة تتعرض للهجوم من قبل عاث أو أكثر. يمكن أن يكون هذا الأخير بدوره ضحية المستهلكين الآخرين ( الطفيليات ).

## بعض التعاريف
تتطور الحيوانات المفترسة عن طريق مهاجمة المفصليات الأخرى لقتلها والتغذية على جثثها.
الطفيليات هي طفيليات تحدث حياتها اليرقية على حساب مضيف واحد (أو أكثر) ، تستسلم الأخيرة (هذه) على المدى الطويل إلى حد ما. وبالتالي فإن الطفيليات هي في الواقع مفترسات من نوع معين.
- طفيليات المريء التي تضع بيضها في بيض المفصليات ، مما يؤدي إلى وفاة الأخير (تصبح البيضة المضيفة " مؤونة طعام "لتنمية الطفيل) (عائلات Trichogrammatidae ، Mymaridae ، Scelionidae )
- الطفيليات المبيضية التي تضع بيضها في بيضة العائل ، ولكن دون التسبب في الوفاة ، تستمر بيضة العائل في التطور حتى إحدى مراحل اليرقات ، والتي يتم قتلها بعد ذلك بواسطة الطفيل الذي تؤويه التنمية الخاصة
- طفيليات اليرقات التي تضع بيضها على أو في مضيفها في إحدى مراحل نمو اليرقات.

تستهلك الطفيليات الخارجية مضيفها من الداخل والطفيليات الخارجية من الخارج. في الحالة الأخيرة ، يمكن أن تحمي داخل فاكهة ، ساق ، إلخ.
بعض الأنواع هي طفيليات انفرادية ، وهذا يعني أن حشرة واحدة فقط تتطور لكل مضيف ، على عكس الطفيليات الإجرامية التي تطور عدة (حتى بضع مئات) لكل مضيف.
تتطور الأنواع شديدة الطفيليات على حساب الأنواع الطفيلية نفسها. وهم ينتمون أساسا إلى Chalcidoidea ، Cynipoidea ، Ichneumonidae ، Ceraphronidae و Trigonaloidea ، وإلى حد أقل في بعض Serphoidea و Braconidae .

## الخصائص الاقتصادية الحيوية للحشرات
وفقًا لطريقة التغذية ، تنقسم الحشرات المريئية إلى فئتين ، المفترسات والطفيليات.

### الطفيليات
تقوم الطفيليات بتطورها بالكامل على حساب فرد مضيف واحد مما يؤدي إلى إنتاج البالغين الأصغر من تلك التي تستهلكها الحشرة (بضعة مليمترات أو جزء من المليمتر)
بشكل عام ، غالبًا ما يكون الشخص البالغ هو المرحلة الوحيدة لنشر الأنواع. تضع الأنثى بيضها إما في المنطقة المجاورة مباشرة ، أو على السطح ، أو في جسم الضحية الذي يمكنها اكتشافه أو الوصول إليه داخل التربة والأنسجة النباتية (الفاكهة ، الجذع ، الفرع ، الجذع). غالبًا ما يتكون طعام البالغ من مواد سكرية ( المن ، الرحيق ، النسغ ، الإفرازات المختلفة) ولكن من الضروري في بعض الأحيان أن تتغذى الأنثى على حساب الدم من المضيف من أجل إنضاج بيضها. .
تعيش اليرقة على السطح ( الطفيليات الخارجية ) أو في المناطق الداخلية للحشرة المضيفة ( الطفيلي الداخلي). قطع الغيار entomophagus أولا وقبل كل الأجهزة الأساسية للضحية (يتغذى على الدملمف أو عناصر برزت من الدم) والذي يسمح هذا الأخير (وخصوصا في حالة endoparasitism) لمواصلة التحرك والأعلاف أو تنمو أكثر أو أقل بشكل طبيعي. لا يحدث الموت حتى تطور اليرقات من الطفيليات ، وخلال هذه الفترة يهاجم الأخير بمساعدة من الفك السفلي وعصائره الإنزيمية الأعضاء الداخلية التي يستهلكها بالكامل ، باستثناء الهياكل المتصلبة.
ثم يطفو الطفيل بعد ذلك ، إما داخل جسم العائل الفارغ تمامًا (المومياء) ، أو على اتصال به ، أو على سطح النبات أو في الأرض.
في معظم الحالات ، تتطور اليرقة الفردية الحجاجية على حساب مضيف معين (الطفيل الانفرادي). عندئذ تكون الأنثى الطفيلية قادرة على اكتشاف العوائل المتطفلة بالفعل وتتجنب إيداع بيضها هناك.
ومع ذلك ، في حالة التنافس على غزو العوائل ، يمكن للعديد من الإناث من نفس النوع وضع البيض في نفس الضحية (التطفل الفائق) ، أو حتى العديد من الإناث من الأنواع المختلفة (تعدد الطفيليات). بشكل عام ، تعيش يرقة واحدة فقط وتزيل الأخرى إما عن طريق أكل لحوم البشر أو عن طريق الفعل السام للخلايا. يعتمد النجاح على معدات الفك السفلي ورشاقة اليرقات في الحالة الأولى ؛ في الحالة الثانية ، غالبًا ما تكون أول يرقة مفقودة تمنع التطور الجنيني والنجاح في تفريخ الأفراد الآخرين. هناك العديد من الاختلافات اعتمادًا على الجنس ، والأنواع في المنافسة ، والفاصل الزمني بين وصول شاغلي الأول والثاني. ومع ذلك ، ليس من غير المألوف أن يتم استغلال الضحية في وقت واحد من قبل العديد من اليرقات ، أو حتى عشرات الأفراد من نفس النوع من بيضة مختلفة أو من نفس البويضة التي ينقسم جنينها بشكل ثانوي (تعدد الزوجات). .
معظم المساعدين لديهم خصوصية طفيلية تقتصر على نوع واحد أو عدد قليل من الأنواع المضيفة القريبة من حيث تصنيفها أو موطنها. بالإضافة إلى ذلك ، يهاجمون مرحلة محددة جدًا من تطور ضحيتهم ، وبالتالي يتم التمييز بين الطفيليات الجنينية أو اليرقية أو الفطرية أو الخيالية.
مزايا استخدام الطفيليات في المكافحة البيولوجية ، على وجه الخصوص مقارنة بالكائنات الحية الدقيقة :
- استقلالية كبيرة وحركة كبيرة تؤدي إلى تشتت جيد واكتشاف الآفات والبقاء في البيئة ؛
- قدرة جيدة على الانتشار الذاتي ، مع تأثير دائم ، حتى دائم ومضخم بشكل معتدل طالما أن المضيف متاح ؛
- سلامة استثنائية لصحة الإنسان واحترام البيئة ؛
- خصوصية عالية تسمح باستهداف دقيق لآفة معينة أو مجموعة ذات صلة.

### الحيوانات المفترسة
على عكس الطفيليات ، تحتاج الحيوانات المفترسة إلى العديد من الفرائس لإكمال تطورها. اليرقات والبالغات متنقلة ولكنها تختلف أحيانًا في الشكل والمظهر. البعض يبحثون عن المراقبة ، ويؤسسون مباني أكثر أو أقل تعقيدًا (لوحات ، وقمع) ، ويلاحق آخرون ضحيتهم على الأرض أو في الأرض ، أو في النباتات أو أثناء الطيران. هذه الفرائس ، التي تكون أصغر بشكل عام من تلك المفترسة ، في معظم الحالات ، يتم تدميرها واستهلاكها على الفور.
تم العثور على هذه الخصائص العامة وخاصة في الأنواع التي تنتمي إلى ترتيب مغمدات ( منطقة البحر الكاريبي ، الخنافس )، أن من المفصليات ( الرضوفيات ، Anthocoridae ، Miridae ، Pentatomidae ) أو أن من عصبيات الأجنحة ( lacewings ، lacewings ، الأسود النمل ) و العث ( فيتوسيديس ).
وفقًا للأسر ، هناك ميل لاستغلال المواد ذات الأصل النباتي إما في حالة اليرقات (Diptera Asilidae ، Empididae ) ، أو بشكل عام في الحالة الخيالية. وهكذا، في ذوات الجناحين ، Syrphid ، Entomophagous ميدج ، Cantharid و Telephora ، الكبار استنبات الأزهار أساسا. في هذه المرحلة ، تعزز بعض الأنواع فائدتها بفضل مهارات التلقيح الجيدة ( السوربيدات ). من ناحية أخرى ، يعتبر البعض الآخر أكثر أو أقل ضررًا من خلال انتحالهم على حساب الأعضاء الزهرية (Cantharides و Telephores على أشجار الفاكهة في أوروبا وخاصة على الدخن في غرب إفريقيا).